# Jack Anderson (Tanzkritiker)
Jack Warren Anderson (* 15. Juni 1935 in Milwaukee; † 20. Oktober 2023 in New York) war ein US-amerikanischer Ballettkritiker und Lyriker.

## Leben
Jack Anderson studierte Literatur und Theater an der Northwestern University und Kreatives Schreiben an der Indiana University (M.A.). 1959 begann er als Journalist bei der Tageszeitung Oakland Tribune und wurde dort Theaterkritiker. Daneben begann er für das Dance Magazine zu schreiben, bei dem er von 1964 bis 1970 festangestellt war. 1978 wurde er neben Anna Kisselgoff und Jennifer Dunning Ballettkritiker bei der The New York Times. Er setzte sich 2005 zur Ruhe. Ab dem Jahr 1977 leitete er mit George Dorris (geboren 1930) die neugegründete professionelle Zeitschrift Dance Chronicle: Studies in Dance and the Related Arts. Sie gaben die Redaktion 2007 in jüngere Hände. Jack Anderson und George Dorris heirateten 2006 in Toronto.
Anderson veröffentlichte mehrere Bücher zum Tanz und zur Tanzgeschichte, sein Buch über die Ballets Russes de Monte Carlo gewann 1981 den José de la Torre Bueno Prize für Tanzgeschichte.
Anderson hielt Gastvorträge beim American Dance Festival, an der University of Adelaide, der North Carolina School of the Arts, der University of Minnesota, dem College of St. Catherine (St. Paul, Minnesota), der New School for Social Research, dem Lehman College, an der University of Wisconsin und der University of Oklahoma.
Im Jahr 1969 veröffentlichte Anderson die beiden ersten seiner inzwischen zehn Gedichtbände. Er war Gastpoet am College of DuPage in Illinois und an der University of Kansas. Für seine Dichtung erhielt er eine Fellowship und einen Literaturpreis der National Endowment for the Arts.

## Werke (Auswahl)
Tanz
- Dance. New York: Newsweek Books, 1974
- Ballet & modern dance : a concise history. Princeton, N.J. : Princeton Book, 1977
- The Nutcracker. London: Bison Books, 1979
- The One and Only: The Ballet Russe de Monte Carlo. Durham, N.C.: Duke University Press, 1981.
- The American Dance Festival. Durham, N.C.: Duke University Press, 1987.
- Choreography Observed. Iowa City: University of Iowa Press, 1987.
- Art without Boundaries: The World of Modern Dance. Iowa City: University of Iowa Press, 1997.

Lyrik
- The Hurricane Lamp. Trumansburg, N.Y.: New/Books, 1969.
- The Invention of New Jersey. Pittsburgh: University of Pittsburgh Press, 1969.
- City Joys. New York: Release Press, 1975.
- Selected Poems. New York: Release Press, 1975.
- Toward the Liberation of the Left Hand. Pittsburgh. University of Pittsburgh Press, 1977.
- The Dust Dancers. Kansas City: Book Mark Press, 1978.
- The Clouds of That Country. Brooklyn: Hanging Loose Press, 1982.
- Field Trips on the Rapid Transit. Brooklyn: Hanging Loose Press, 1990.
- Traffic: New and Selected Prose Poems. Minneapolis: New Rivers Press, 1998.
- Getting Lost in a City Like This. Brooklyn: Hanging Loose Press, 2009.
- Backyards of the Universe. Brooklyn: Hanging Loose Press, 2017.